# Snippenflouw

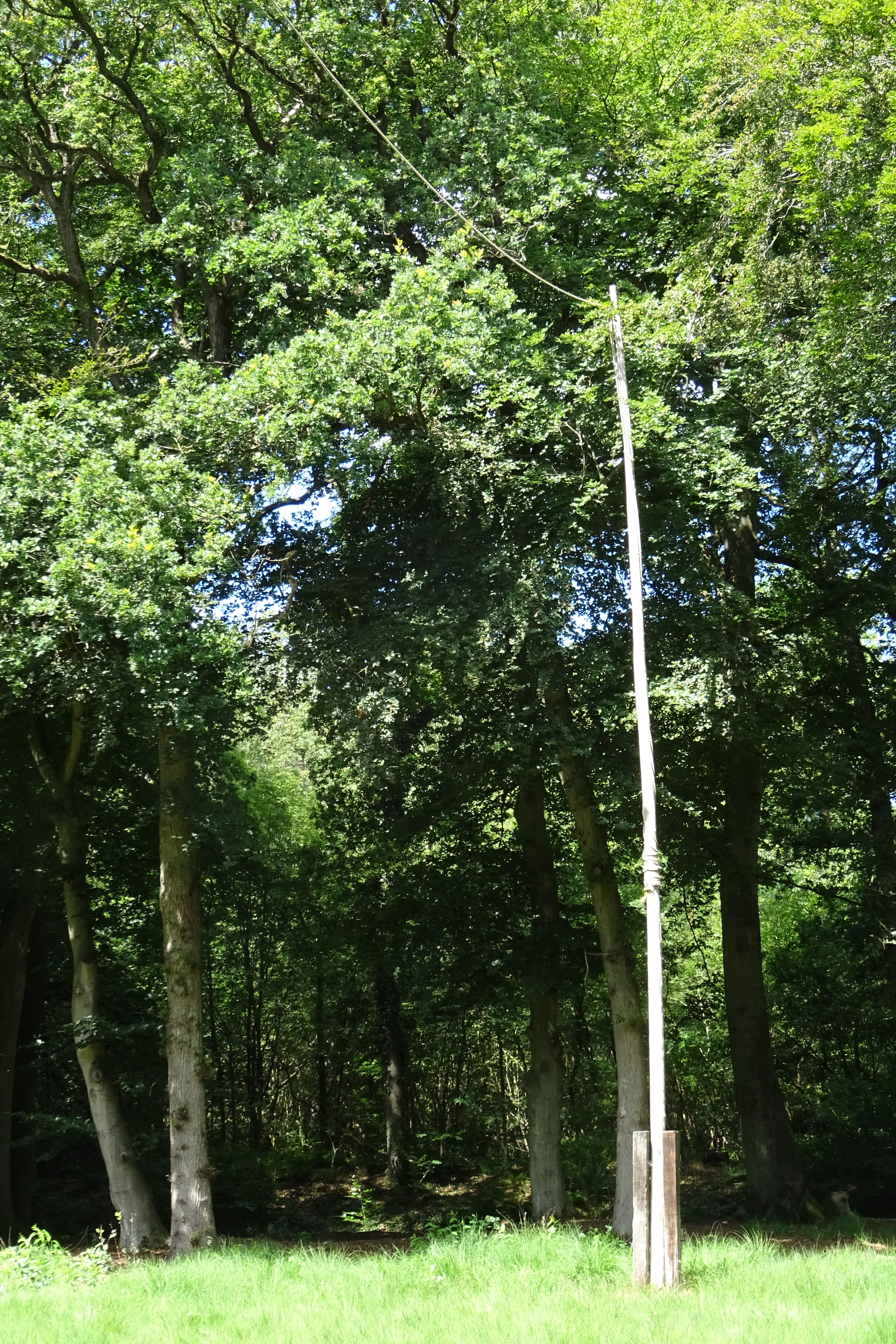
Een snippenflouw in het Rijsterbos

Een Snippenflouw is een installatie om snippen mee te vangen.
De snippenflouw bestaat uit twee hoge palen waartussen een vangnet van circa 25 meter breed en 10 meter hoog wordt gespannen. De houtsnippen worden in de herfst in Nederland gevangen tijdens de vogeltrek naar het zuiden. Tijdens de ochtendschemering zoeken de vogels een schuilplek in het bos. Dat is het moment waarop de vogels in het vangnet terechtkomen. Tot omstreeks 1921 werden de gevangen snippen gebruikt voor consumptie. Het Rijsterbos in Gaasterland was een plaats waar veel van dergelijke vallen stonden opgesteld. In heel Gaasterland waren er zo'n tweehonderd. Vanaf 1955 worden de vallen alleen nog gebruikt voor wetenschappelijke doeleinden. Zo werden er in de herfst van 2018 in de ene overgebleven val in het Rijsterbos twintig houtsnippen - van de 189 die er gesignaleerd werden - gevangen en geringd, aldus It Fryske Gea.